# Olios crassus
Olios crassus är en spindelart som först beskrevs av Banks 1909.  Olios crassus ingår i släktet Olios och familjen jättekrabbspindlar.
Artens utbredningsområde är Costa Rica. Inga underarter finns listade i Catalogue of Life.